# Гидо Рејбрук
Гидо Рејбрук (хол. Guido Reybrouck; 25. децембар 1941) је бивши белгијски професионални бициклиста у периоду од 1964. до 1973. Највећи успеси су му освајање Амстел голд рејса 1969. и класификације по поенима на Вуелта а Еспањи 1970.

## Каријера
Рејбрук је аматерску каријеру почео 1962. и прве сезоне освојио је треће место на Туру Белгије за аматере и освојио је етапу на Туру Фландрије.
Професионалну каријеру почео је 1964. Прве сезоне остварио је девет победа, а најзначајнија је била освајање Париз Тура. 1965. освојио је Курне—Брисел—Курне и етапу на Туру Белгије, а затим је возио свој први Тур де Франс. На Туру освојио је две етапе и друго место у класификацији по поенима. На трци Париз—Луксембург освојио је друго место. 1966. освојио је етапу на Тур де Франсу, национално првенство и Париз Тур, а остварио је још неколико победа на тркама ј Белгији.
1967. освојио је једну етапу на Вуелта а Еспањи и по две на Париз—Ници и Тур де Франсу, где је још једном завршио други у класификацији по поенима. 1968. освојио је по етапу на Ђиру Сардиније и Вуелта Каталонији, а освојио је три етапе на Ђиро д’Италији. Сезону је завршио освајањем Париз Тура. 1969. освојио је трку Барселона—Андора, Амстел голд рејс, етапу на Тур де Франсу и Критеријум Нисен.
1970. освојио је три етапе на Вуелта а Еспањи, уз класификацију по поенима и класификацију комбинације. Добру форму потврдио је освајањем етапе на Ђиру Сардиније и другим местом на Милан—Торино класику. Освојио је етапу на Париз—Ници, а на трци Париз—Луксембург завршио је други. 1971. освојио је етапу на Ђиру Сардиније, Тирено—Адриатику и Вуелта Каталонији, док је Тур де Франс напустио током девете етапе. у финишу сезоне освојио је трку велика награда Маркел Кинт.
1972. освојио је две етапе на трци Вуелта Леванте, а остварио је по две победе у Белгији и Канади. Тур де Франс је напустио током етапе 12. 1973. освојио је трке Тур Пикарди и трку Кнок у Западној Фландрији, што му је била задња победа у каријери.
Каријеру је завршио 1974. другим местом на трци Белсел за аматере.